# Mette Hjermind Dencker
Mette Hjermind Dencker, née le 24 mai 1978 à Odder (Danemark), est une femme politique danoise, membre du Parti populaire danois et députée au Folketing de 2011 à 2022.

## Biographie
Elle est engagée au sein du Parti populaire danois, dont elle rejoint l'organisation de jeunesse dans les années 1990. Elle intègre la direction de la section locale de l'organisation à Aarhus en 1999, puis sa direction nationale de 2001 à 2004. Elle est élue conseillère municipale de Hvidovre lors des élections municipales de novembre 2005.
Elle est élue députée au Folketing pour la première fois lors des élections législatives de septembre 2011. Elle devient alors la porte-parole de son groupe parlementaire pour la consommation, et les territoires ruraux et insulaires.
Elle est réélue à deux reprises, en élections législatives de juin 2015 et en élections législatives de juin 2019,.
Après l'élection de Morten Messerschmidt comme président du Parti populaire danois en janvier 2022, elle fait partie des quelques députés à ne pas quitter le mouvement et obtient à ce titre davantage de responsabilités au sein du groupe parlementaire, dont elle devient notamment la porte-parole en matière de commerce, de coopération nordique et d'agriculture, en plus de ses attributions précédentes. En juin, elle annonce ne pas se représneter aux prochaines élections législatives,.